# Мастеркова Світлана Олександрівна
Світлана Олександрівна Мастеркова (нар. 17 січня 1968, Ачинськ, РРФСР, СРСР) — російська легкоатлетка, дворазова олімпійська чемпіонка. Закінчила Московський державний гуманітарний університет імені Шолохова. Кандидат історичних наук.
Народился 17 січня 1968 року в Ачинську (Красноярський край, РРФСР, СРСР).